# Solenoptera
Solenoptera es un género de escarabajos longicornios de la tribu Solenopterini.

## Especies
- Solenoptera adusta Galileo & Martins, 1993
- Solenoptera bilineata (Fabricius, 1775)
- Solenoptera canaliculata (Fabricius, 1787)
- Solenoptera chalumeaui Villiers, 1979
- Solenoptera cubana (Zayas, 1975)
- Solenoptera dominicensis (Gahan, 1890)
- Solenoptera furfurosa (Galileo & Martins, 1993)
- Solenoptera helbi Lingafelter, 2015
- Solenoptera intermedia Gahan, 1890
- Solenoptera luciae (Lameere, 1912)
- Solenoptera metallescens Thomson, 1861
- Solenoptera michelii (Chemsak, 1979)
- Solenoptera parandroides Lameere, 1885
- Solenoptera quadrilineata (Olivier, 1795)
- Solenoptera rugosa Lingafelter, 2015
- Solenoptera scutellata (Gahan, 1890)
- Solenoptera sulcicollis Thomson, 1861
- Solenoptera thomae (Linné, 1767)
- Solenoptera tomentosa Lingafelter, 2015
- Solenoptera touroulti Dalens & Delahaye, 2007
- Solenoptera vittata (Olivier, 1795)
- Solenoptera zayasi Devesa, Fonseca & Barro, 2016